# Spinacia littoralis
Spinacia littoralis är en amarantväxtart som beskrevs av Nikolaus Joseph von Jacquin. Spinacia littoralis ingår i släktet spenater, och familjen amarantväxter. Inga underarter finns listade i Catalogue of Life.